# Acraea lacticolor
Acraea lacticolor är en fjärilsart som beskrevs av Le Doux 1928. Acraea lacticolor ingår i släktet Acraea och familjen praktfjärilar. Inga underarter finns listade i Catalogue of Life.